# Virgen de la granada (Fra Angelico)
La Virgen con el Niño y dos ángeles, Virgen de la granada o Madonna de la granada, es una pintura al temple sobre tabla, datada hacia 1426, de estilo renacentista italiano, obra de Fra Angelico, «una de las más importantes y la mejor conservada» de su autor, según el exdirector del Metropolitan Philippe de Montebello. Desde enero de 2016 forma parte de la colección de pintura italiana del Museo del Prado, tras su adquisición a la Casa de Alba.

## Historia
La pintura fue adquirida en Florencia en 1817 (por 448 francos) por Carlos Miguel Fitz-James Stuart y Silva, XIV duque de Alba. Curiosamente, ostentaba una atribución equivocada: entonces se creía que era obra de Masaccio.
El duque Carlos Miguel fue uno de los más ávidos coleccionistas de la España de su época y a lo largo de un Grand Tour de ocho años por Austria e Italia acumuló centenares de obras: cuadros, esculturas, grabados, cerámicas griegas... Tan solo en 1817 adquirió, además de la pintura de Fra Angelico, más de un centenar de piezas, si bien posteriormente tuvo que desprenderse de parte de ellas debido a estrecheces económicas. Encargó tres cuadros de tema histórico a Ingres, pero no recibió ni el primero (Felipe V imponiendo el Toisón de Oro al mariscal de Berwick) porque no pudo pagarlo. Esta obra sería adquirida por un descendiente suyo mucho después, y aún se conserva en la colección ducal.
Desde su llegada a España la Madonna de Fra Angelico permaneció hasta su compra por el Prado en el llamado Salón Italiano del palacio de Liria, residencia de los Alba en Madrid, que abandonó en muy pocas oportunidades. Incluso en 2005 se recibió una petición de préstamo por parte del Metropolitan para la exposición antológica que dedicó al pintor, pero fue denegada.
Una de las raras ocasiones en que el cuadro salió del palacio fue durante la Guerra Civil, cuando fue trasladado a Ginebra (Suiza) junto con otras obras maestras de colecciones particulares, los Reales Sitios, el Prado y otros museos. Tras su regreso a España estuvo expuesto en el Prado mientras se reconstruía el palacio de Liria. En 1955 volvió a Florencia, para formar parte de una exposición conmemorativa del quinto centenario del fallecimiento del artista. Posteriormente salió solo otras dos veces para sendas exposiciones sobre la colección de la Casa de Alba: la primera en 2012 en CentroCentro (Palacio de Comunicaciones), en el propio Madrid, y la segunda en 2015 en el Museo Meadows de Dallas (Estados Unidos).

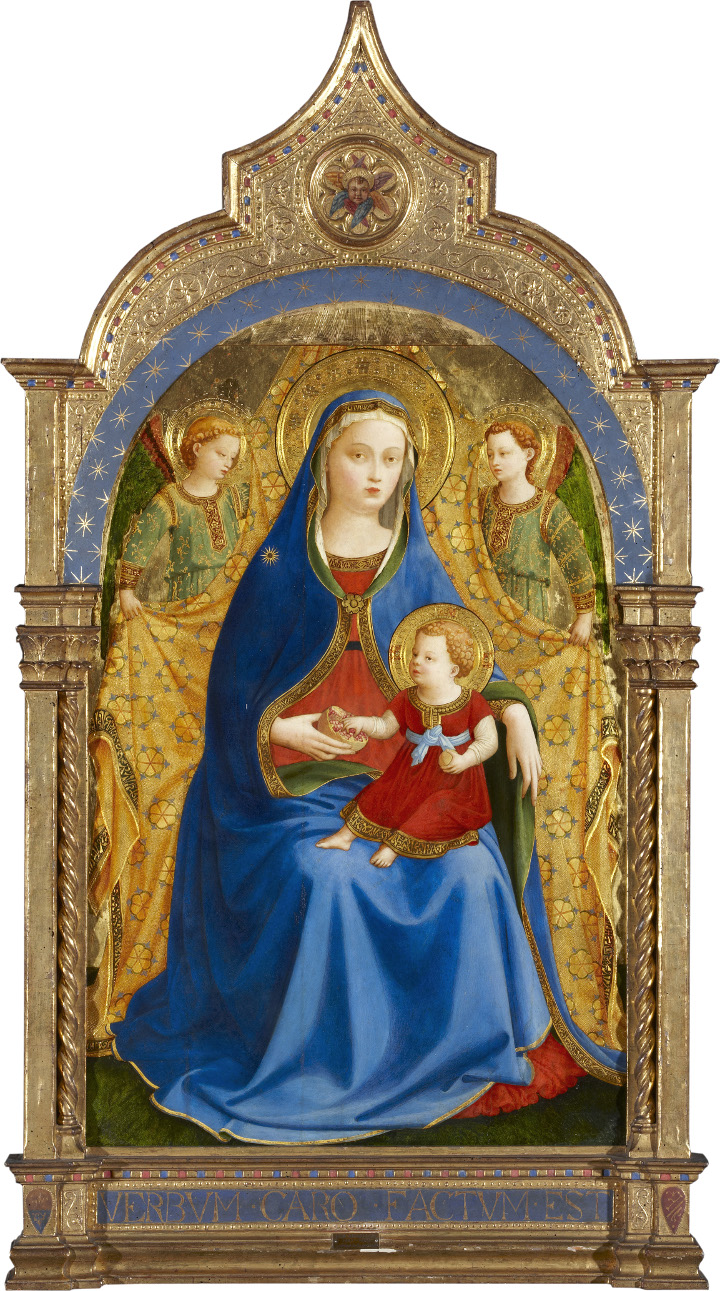
La obra con su marco actual.

En enero de 2016 la Madonna fue adquirida para el Museo del Prado por dieciocho millones de euros: diez sufragados por el Ministerio de Educación, Cultura y Deporte, cuatro por la Fundación Amigos del Museo del Prado y otros tantos por el propio museo. El acuerdo incluyó también la donación por parte del XIX duque, Carlos Fitz-James Stuart y Martínez de Irujo, de una tabla de predela, Funeral de san Antonio Abad, recientemente atribuida a Fra Angelico por Carl Brandon Strehlke, conservador del Philadelphia Museum of Art, considerado uno de los mayores expertos actuales en la obra del artista. La compra ha merecido el reconocimiento de la revista Apollo, que la otorgó su galardón «Apollo Acquisition of the Year Award 2016» («Premio Apollo adquisición del año 2016»).

## Descripción
Se trata de una obra de extraordinaria calidad, y totalmente autógrafa, ya que está datada hacia 1426 y las primeras intervenciones de ayudantes en obras de Fra Angelico se dieron hacia 1430. El estado de conservación es prácticamente impecable: solo presenta pequeñas pérdidas en el nimbo del Niño; si bien se asume que fue recortada en su vértice superior, perdiendo un tercer ángel que sostendría el tejido dorado del fondo.
Por otra parte, el marco no es original, sino que fue realizado por Talleres Cano, de Madrid, en la década de 1920; si bien sigue la estética del siglo XV con un excelente acabado.

### Iconografía
La granada que sostiene con su mano derecha la Virgen es un fruto de gran simbolismo dentro del arte cristiano. Por un lado representa la fecundidad (por ser uno de los frutos que más semillas contiene) y la realeza (al estar rematado por un cáliz con forma de corona). Su presencia en manos de la Virgen hace además referencia a su castidad, de la que también es símbolo en el Occidente cristiano. Por otra parte, sus semillas de color rojo, semejantes a gotas de sangre, prefiguran la Pasión (al posar el Niño su mano derecha sobre ellas está manifestando la aceptación de su futuro sacrificio). Además simboliza la unidad de la Iglesia, por tener semillas numerosas, pero que permanecen juntas dentro de una misma piel.